# Andrij Kuźmenko
Andrij Wiktorowycz Kuźmenko ps. Kuźma Skriabin (ukr. Андрі́й Ві́кторович Кузьме́нко, Кузьма Скрябін; ur. 17 sierpnia 1968 w Samborze, zm. 2 lutego 2015 w Łozuwatce) – ukraiński piosenkarz rockowy, producent muzyczny, aktor i prezenter radiowy i telewizyjny. Bohater Ukrainy (2020, pośmiertnie).

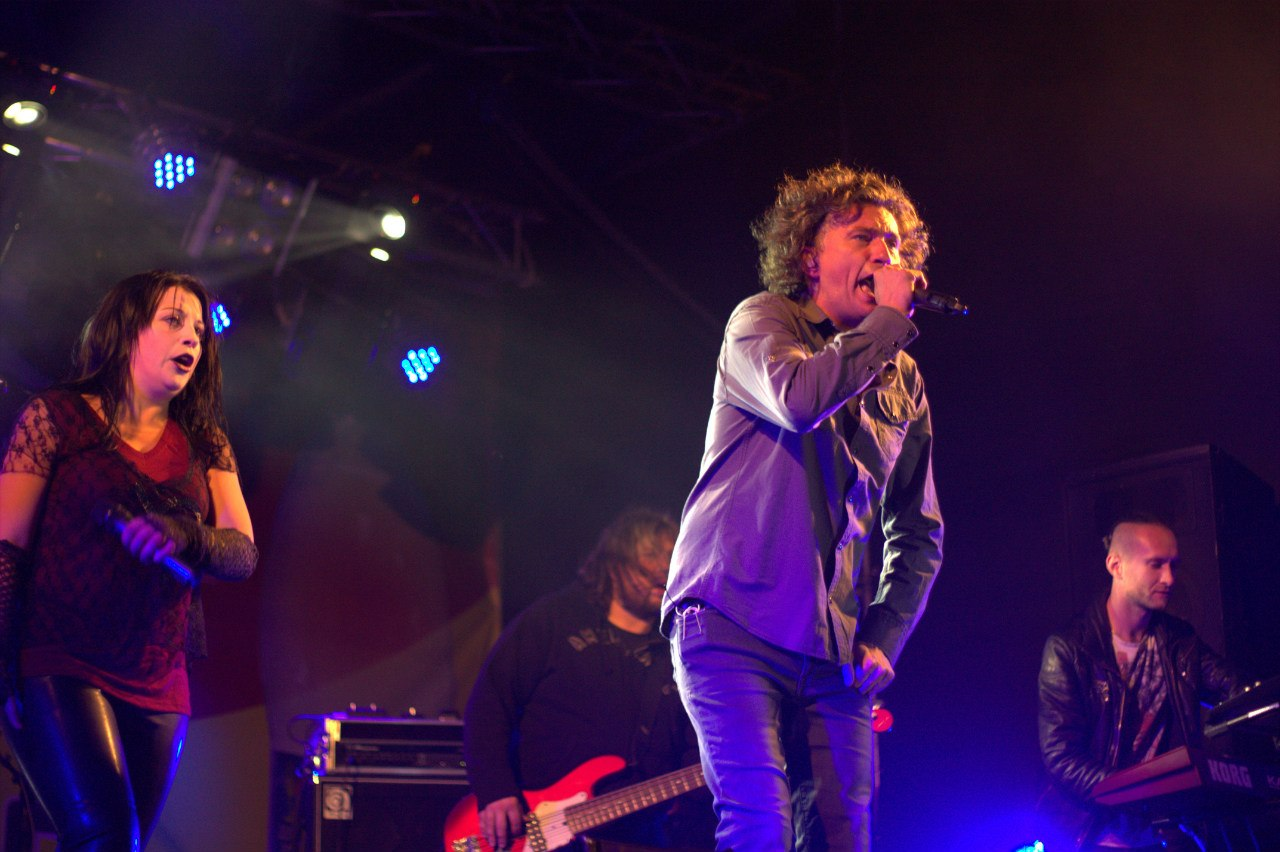
Koncert w 2014

## Życiorys
Był jedynym dzieckiem Olhy Mychajliwnej (nauczycielki muzyki) i Wiktora Kuzmycza (inżyniera). Dzieciństwo i młodość spędził w Nowojaworowsku.
Ukończył szkołę muzyczną w klasie fortepianu, w której jego matka była nauczycielką. Po ukończeniu szkoły średniej, w 1985 roku, złożył podanie o przyjęcie na studia medyczne we Lwowie, lecz nie został przyjęty. Po odbyciu obowiązkowej służby wojskowej, na prośbę rodziców, ukończył stomatologię na Lwowskim Narodowym Uniwersytecie Medycznym im. Daniela Halickiego. Posiadał także dyplom tynkarza (egzamin zdany na 4).
W 1989 roku założył zespół Skriabin, którego był liderem i jedynym członkiem występującym od początku istnienia aż do swojej tragicznej śmierci. Razem z nim wydał ok. 30 płyt. Doskonale posługiwał się językiem polskim. Był miłośnikiem wielu polskich zespołów rockowych, jednakże najbardziej podobała mu się twórczość grupy Lady Pank i Jana Borysewicza. Spośród polskich piosenek, które miały ogromny wpływ na jego rozwój jako muzyka wymienił „Sztukę latania” (Lady Pank), „Dorosłe dzieci” (Turbo), „Autobiografię” (Perfect) oraz „Przeżyj to sam” (Lombard). 
Podczas pomarańczowej rewolucji został niejako „zmuszony” przez swoich pracodawców telewizyjnych do grania koncertów popierających Wiktora Janukowycza oraz jego Partię Regionów, przez co skład grupy opuściło dwoje dotychczasowych muzyków, a on sam spotykał się z krytyką w ukraińskich mediach. 
W 2012 roku pod pseudonimem Złyj Reper Zenyk (Zły Raper Zenyk) nagrał album Zaлупа RocK, na którym znajdują się proste piosenki z humorystycznymi tekstami i nierzadko wulgarnymi. Płyta w całości była do pobrania z internetu za darmo. 
Napisał dwie autobiograficzne książki pt. Я, Побєда і Берлін (2006; „Ja, Pobieda i Berlin”), Я, Паштєт і Армія (2014; „Ja, Pasztet i Armia”) oraz niewydaną oficjalnie Місто, в якому не ходять гроші (2008; „Miasto, w którym pieniądze nie chodzą”). Rozpoczął pracę nad kolejną książką pt. Я, К'юр і Крим („Ja, Kjur i Krym”), której już nie ukończył. 
W październiku 2014 roku założył własne radio internetowe o nazwie S.R.A.K.A.-Своє Радіо Андрія КузьменкА (Swoje Radio Andrija KuźmenkA), z muzyką, której zwykle słuchał podczas jazdy samochodem. 
W ostatnim okresie życia udzielił licznych wywiadów, w których ostro krytykował ukraińskie władze, w tym prezydenta Petra Poroszenkę, za brak konkretnych działań w celu zakończenia wojny na wschodzie Ukrainy. 
Jeden z ostatnich i nieukończonych utworów pt. Лист до президентів („List do prezydentów”) zadedykował wszystkim prezydentom Ukrainy, krytykując w nim ich dotychczasową szkodliwą dla Ukrainy działalność. Winił polityków za skrajną biedę społeczeństwa, ruinę, do jakiej doprowadzili kraj oraz za brak woli i działań zmierzających do zakończenia wojny w Donbasie. 
2 lutego 2015 roku ok. godz. 5:56 (czasu ukraińskiego) zginął w wypadku samochodowym w okolicach wsi Łozuwatka koło Krzywego Rogu (86 km; trasa Krzywy Róg-Kirworograd) na Ukrainie. Prowadzona przez niego Toyota Sequoia zderzyła się z jadącym z naprzeciwka mlekowozem marki GAZ-53, takim samym, jaki mijał w teledysku do piosenki Kraina. W wyniku odniesionych obrażeń artysta zginął na miejscu, natomiast jadąca z nim pasażerka, administrator grupy Skriabin - Olha Lubczenko (ukr. Ольга Любченко) została przetransportowana do pobliskiego szpitala. Wśród wielu Ukraińców panuje przekonanie, że śmierć Kuźmy nie była przypadkowa i miała podłoże polityczne. Otwarta krytyka władz i polityków („moja kraina - całkowita ruina”), wsparcie finansowe rannych w Donbasie i szacunek, jakim cieszył się Kuźma wśród rodaków miały duże przełożenie na kształtowanie opinii publicznej i patriotycznych postaw.
Msza pogrzebowa oraz czuwanie miały miejsce 5 lutego 2015 roku w Cerkwi Przemienienia Pańskiego we Lwowie. Tysiące fanów żegnały artystę do rana, a następnie trumna z ciałem została przetransportowana na cmentarz w Brzuchowicach, gdzie został pochowany w grobie rodzinnym. 20 maja 2015 roku w kijowskim Pałacu Sportu oraz 21 czerwca na stadionie Arena Lwów zespół zagrał pożegnalne koncerty pt. Skriabin Trybut – koncert pamięci Andrija Kuźmenki, na którym wystąpiły gwiazdy ukraińskiej estrady, które zaśpiewały utwory z repertuaru grupy Skriabin. Wśród wykonawców znaleźli się m.in.: Swiatosław Wakarczuk (Okean Elzy), Rusłana, Andrij Chlywniuk (Bumboks), Tina Karol, Walerij Charczyszyn (Druha Rika), Fahot i Fozzi (ТНМК), Żenia Hałycz (O.Torvald), Dmytro Szurow (Pianoboj), Switłana Łoboda, Braty Hadiukiny i Dzidzio.

## Życie prywatne
Był żonaty ze Switłaną, którą poślubił w 1994. Mieli córkę, Mariję-Barbarę (ur. 14 września 1997), która została nazwana na cześć polskiej aktorki Barbary Brylskiej, której Kuźma był wielkim fanem.